# Liste der Monuments historiques in Hénonville
Die Liste der Monuments historiques in Hénonville führt die Monuments historiques in der französischen Gemeinde Hénonville auf.

## Liste der Bauwerke
| Bezeichnung | Beschreibung              | Standort                             | Kennzeichnung | Schutzstatus | Datum | Bild           |
| ----------- | ------------------------- | ------------------------------------ | ------------- | ------------ | ----- | -------------- |
| Schloss     | Erbaut im 18. Jahrhundert | (Lage)                               | PA00114712    | Classé       | 1960  | weitere Bilder |
| Kreuz       | Stein, 14. Jahrhundert    | vor der Kirche Sainte-Trinité (Lage) | PA00114713    | Classé       | 1922  |                |

## Liste der Objekte
- Monuments historiques (Objekte) in Hénonville in der Base Palissy des französischen Kultusministeriums